# 유재목
유재목(柳在穆, 1961년 4월 19일 ~ )은 대한민국 충청북도의회 의원이다.

## 학력
- 옥천고등학교 졸업
- 충북도립대학교 환경생명과학과 졸업

## 경력
- 청맥화원 대표
- 옥천문화원 감사
- 옥천중학교 운영위원회 위원장
- 옥천고등학교 초대 총동문회장
- 옥천읍 재향군인회장
- 충북도립대학교 총동문회 회장
- 2014년 7월 1일 ~ 2018년 6월 30일 : 제7대 충청북도 옥천군의회 의원
  - 2016.07 ~ 2018.06 : 제7대 충청북도 옥천군의회 후반기 의장
- 2018년 7월 1일 ~ 2022년 4월 22일 : 제8대 충청북도 옥천군의회 의원
  - 2020.07 ~ 2022.04 : 제8대 충청북도 옥천군의회 후반기 부의장
- 2022년 7월 1일 ~ : 제12대 충청북도의회 의원
  - 제12대 충청북도의회 후반기 부의장
  - 제12대 충청북도의회 후반기 산업경제위원회 위원

## 역대 선거 결과
|  | 21.04% |

|  | 21.44% |

|  | 52.17% |